# オンゲキ
『オンゲキ』（O.N.G.E.K.I.、音撃）は、セガ フェイブにより開発・運営されているアーケード向け音楽ゲーム。2018年7月26日に稼働を開始した。

## 概要
セガの音楽ゲームシリーズ「ゲキチュウマイ」のひとつで、制作チームもmaimaiやチュウニズムと同じ開発スタッフが関わっている。
筐体は、maimaiの洗濯機、チュウニズムのATMに対し、ホッチキスのようなデザインをイメージしている。
ゲームプレイ料金はボーダーブレイクや艦これアーケードと同様GP（ゲームポイント）制となり、1曲ずつプレイする度に消費していく。また、GPを追加で使用することで高難易度の一時解放やジュエルブースト、選曲時間の延長などが行える。プレイを終了した際にGPが残っている場合は、残りは「マニー」に変換される（10GPにつき150マニー）。
本作は、プレイ毎に自身のチームと対戦相手のHPが設定されており、音楽ゲームの様なボタン押しと画面内のキャラクターのレバー移動による、音楽ゲームとシューティングゲームが組み合わさったような内容となっている。
最大の特徴は、音楽ゲームとしては初となるトレーディングカード機能の搭載である。カードはゲームプレイ筐体とは別のカードリーダー筐体「カードメイカー」から、ゲーム内で入手したキャラクターのものを購入、もしくはプリントすることが出来る。また、ゲーム内で入手できないキャラクターのカードはカードリーダー筐体から「ガチャ」によってランダムで購入できる。こちらはGP制ではなくクレジット単位での購入となる。
Aimeまたはバナパスポート、おサイフケータイに対応し、プレイヤーのデータを保存可能。2018年10月25日からは、Amusement ICの機能を用いて、コナミアミューズメントのe-AMUSEMENT PASSにも対応した。
2018年4月26日に、本作のプロモーションアニメが公開された。
2018年5月13日に、ブシロードより配信されているスマートフォン向け音楽ゲームアプリ『バンドリ! ガールズバンドパーティ!』とコラボすることが決定し、『BanG Dream!』のキャラクターが本作にゲスト参戦することとなった。

## シリーズ作品

### オンゲキ
2018年7月26日稼働開始。キャッチコピーは『Make Up Future!』、『「これから」を奏でていこうよ!!』。

### オンゲキ PLUS
2019年2月7日稼働開始。キャッチコピーは『お求めやすくなって新登場』。オンゲキ初のマイナーバージョンアップとなる。
- GPレートが店舗ごとに変更可能となった。

初代オンゲキでは1クレジット90GP、2クレジット220GP、3クレジット360GP統一だったが、
Aパターン：1クレジット100GP、2クレジット230GP、3クレジット370GP
Bパターン：1クレジット120GP、2クレジット240GP、3クレジット360GP
のどちらかが店舗で選択可能になった。
- 他にもレーティングに新曲枠の追加、チャプター進行が自由になった他、無料ガチャの追加など全体的にユーザーがプレイしやすく改良された。

### オンゲキ SUMMER
2019年8月22日稼働開始。キャッチコピーは『ずっと、夏!』、『今、最も熱い新音ゲー』。オンゲキ初のメジャーバージョンアップ。
- 筐体の見た目が大幅に変更され、本体上部のロゴパネルがSUMMER仕様に変わり、ディスプレイと操作パネルの間にブラインドパネルが追加され、覗き見されづらくなった。
  - またセガの他機種同様、メジャーバージョンアップによりエントリーBGMやリザルトBGM、各種ユーザーインターフェースも変更された。
- マイリスト追加方法がパーセンテージ制に変更。そのプレイでのOVER DAMAGE分が追加され、規定のパーセンテージに達すると追加されるように、解花チケットによってガチャを引かずとも解花が可能になった。
- 新キャラクターとして「マーチングポケッツ」の3人組が追加された。
  - その他にもキャラクターのレアリティにSR+の追加など大幅に改修も行われた。

### オンゲキ SUMMER PLUS
2020年2月20日稼働開始。キャッチコピーは『いい波きてるよ!サマー!』。
- プレイ画面およびリザルト画面で、判定がBREAKまたはHITだった際にFASTおよびLATEが表示されるようになる[注釈 3]。
- 2章までのオリジナルチャプターおよびイベントチャプターにおいて、ジュエルを消費して強化アイテムおよび親密度上昇アイテムを購入することが可能になった[注釈 4]。
  - その他にもオリジナルキャラクターのボイスパターンが追加された。

### オンゲキ R.E.D.
2020年9月30日稼働開始。キャッチコピーは『私たちは…負けない!』。

### オンゲキ R.E.D. PLUS
2021年3月31日稼働開始。キャッチコピーは『刹那を超えて…』。

### オンゲキ bright
2021年10月21日稼働開始。キャッチコピーは『「これから」も奏でていこうよ!!』。

### オンゲキ bright MEMORY
2022年3月3日稼働開始。キャッチコピーは特に無し。
新たに「Memories of O.N.G.E.K.I」イベントが開催され、特定の条件を満たすと開放されるチャプターより、楽曲やアイテムが獲得できる。このチャプターで開放可能な楽曲は全て、2024年3月7日に一般開放され、誰でもプレイ可能となった。

### オンゲキ Re:Fresh
2025年3月27日稼働開始。約3年ぶりにリリースされる新バージョン。キャッチコピーは『心踊る季節!咲かせようメロディ!!』

## 内容
各曲、難易度はBASIC、ADVANCED、EXPERT、MASTER、LUNATIC（LUNATICは一部の曲のみ）の5つに分かれる。MASTERをプレイするには、同楽曲のEXPERTでTECHNICAL SCOREのSランク以上を取得するか、10GPを追加で消費して一時的に解放する必要がある。

### プレイの流れ
1. カードリーダーにAimeカード又はバナパスポートをタッチし、100円玉を任意の枚数（1～3枚）投入する。このカードリーダーはシンカターミナル体型になっており、Aimeやバナパスポートをタッチ後のGP購入画面でカードリーダー上部のディスプレイに電子マネー決済が利用可能な店舗な場合利用可能な電子マネーが表示される。その際に対応している電子マネーをかざすことにより電子マネーでGPを購入できる。電子マネー決済に対応していない店舗の場合はコインのみが投入できる。
2. プレイヤーデータのロード後、チャプター選択画面よりチャプターを選択する。
3. 楽曲選択画面へ移動する。ここで楽曲を選択し、確認画面へ移動する。また、この画面でキャラクターの購入もできる。
4. 確認画面でキャラクター強化、ノーツのスピード変更、サウンド変更などの各種設定を行う。また、GPを消費してジュエルブーストを使用できる。
5. 楽曲をプレイする。プレイ中は選択した楽曲の対応キャラクターとのバトルという設定となっている。
6. リザルト画面へ移動。この画面では与えたダメージの「BATTLE SCORE」とノーツの成功度を表す「TECHNICAL SCORE」の2種類のスコアが表示される。
7. プレイを続けるか、余ったGPをマニーに変換するかを選択。
8. プレイ終了。アイコン、称号などの設定画面へ移動する。この画面を終了し、ゲーム終了。

### プレイ画面
本作はノーツだけでなく、ライフやシューティングゲームに似た要素などがある。主目的としては、「敵弾を回避する」「回復ベルを取得する」「フィールド内に移動してノーツを処理し、攻撃する」があげられる。
TAP
赤、青、緑の3つがあるノーツ。それぞれの色に対応するボタンをタイミングよく押す。ボタンは筺体下部に2セット（赤緑青、移動レバー、赤緑青）配置されている。
基本的に上記3色の3ボタン構成で、同じ色なら左右どちらのボタンを押してもよい。稀に画面内のTAPのガイドレーンが2股に別れることがあるが、その場合も同じ色なら左右どちらのボタンを押してもよい。
また、フィールド自体が縮小したり、敵弾やベルが流れてくる関係上、TAPおよびガイドレーンが必ず一直線ではなくフィールドの左右に移動する（3ボタン状態で緑のTAPが直線状ではなくジグザグに並んでくるなど）場合もあるが、2色以上が同時に来る物に関しては基本的に3色分左右等間隔で配置自体が交差（右に赤のTAP、左に緑のTAPと反転するなど）されたりはしない。
SIDE（SIDE-L / SIDE-R）
FIELDの淵にあるレーンの横を流れてくるTAP。R-SIDEとL-SIDEがあり、色は微妙に異なる。ボタンは筺体の真横にそれぞれ配置されている。与えるダメージはTAPの倍の補正。
HOLD
TAPがラインでつながったノーツ。対応するボタンをラインの最後まで押し続ける。ラインの終点でボタンを離さなくてもよい。
与えるダメージ補正はTAP、SIDEのいずれの半分となっている。
操作キャラクターとFIELD
ノーツとは違い、シューティングゲームに似た要素の一つ。本作ではレーン内にプレイヤーが選択した操作キャラクターが配置されており、操作レバーで左右に動かすことができる。FIELD（フィールド）はレーン内の黒い領域で、そこからノーツが流れてくる。プレー途中フィールドが左右に、もしくは中央寄りに狭くなることがあり、操作レバーを使用してキャラクターをフィールド内に維持することが基本となる。
フィールド外に操作キャラクターを移動させてしまうと、フィールドに戻すまで攻撃（ノーツ処理）ができなくなる。あくまでボタン操作が不能になるだけであるため、ノーツが特にない場合はフィールド外に出ても問題はない。
FLICK
薄い橙色で、矢印が付いているノーツ。こちらはボタンで判定せず、操作レバーを使用し、操作キャラクターを矢印の向いている方向に向けて、ノーツ上を素早く動かす。与えられるダメージは最も高い補正となっている。
ライフ
プレイヤーの操作キャラクター、および敵側に設定されている。
ゲーム中、レーン内にある「紫色の丸い弾の形をした敵の攻撃」にキャラクターが当たるとダメージを受ける。ダメージを受け、ライフが0になってしまうとTRACK終了となる。逆に黄色の「回復ベル」を回収することでライフが回復する。回復ベルを回収した回数はカウントされており、全て回収するとボーナスとなる。
逆にこちらは、キャラクターをフィールド内に維持しつつ、ノーツを処理することによって敵のライフを減らすことができる。相手に与えるダメージは使用するキャラクターに影響される。敵のライフを0にすることで、楽曲終了時に報酬が追加されるほか、一定ダメージ分追撃することでOVER DAMAGEとしてカウントされていき評価が変化する。
高難易度ではザコ敵を何体か倒してからメインの敵と戦う場合もあり、またさらに上級難易度では敵弾に致死量のダメージを与える「レーザー」が出現する。

### 評価
プレーの出来栄えによって楽曲終了時のプレー評価が決まる。それぞれのノーツの判定はタイミングよく叩くほど上がり、上から順に「CRITICAL BREAK」、「BREAK」、「HIT」、「MISS」の4つに分かれる。
OVER DAMAGE
ボス敵のライフを0にした上で与えたダメージが表示されるスコア。表記はパーセント。OVER DAMAGEによって不可、可、良、優、秀、極（金色）、極（虹色）の順に評価が大きくなっていく。TRACK終了（曲の途中でライフが0になった場合）の場合は不可、OVER DAMAGEが0（0.00%）の場合は可となる。
良以上の評価であればクリア、不可または可ではクリア失敗となるが、課題曲をマイリストに登録するには可以上の評価を出さなければならない。
与えるダメージは使用するキャラクターに影響される。
BATTLE SCORE
敵に与えたダメージ量が表示されるスコア。敵のレベル、楽曲の難易度、自分の攻撃力、ノーツの判定が上がるほどスコアも高くなる。
TECHNICAL SCORE
プレイの精度によって計算されるスコア。ノーツや回復ベルの処理で判定され、被弾すると減点される。OVER DAMAGEやBATTLE SCOREはキャラの性能によっても左右されるが、こちらはプレイヤーの技術のみに依存している。ランクはD～SSS+。

#### 特殊評価
FULL BELL
全ての回復ベルを回収。楽曲終了時に「FULL BELL」と表示される。
FULL COMBO
全てのノーツを「HIT」以上の判定で回収。楽曲終了時に「FULL COMBO」と表示される。
ALL BREAK
全てのノーツを「BREAK」以上の判定で回収。楽曲終了時に「ALL BREAK」と表示される。
FULL BELLと同時にFULL COMBOまたはALL BREAKを達成すると、「FULL BELL」表示が「FULL COMBO」「ALL BREAK」表示の下に表示される。これらの表示はリザルト画面でBATTLE SCOREと同じ表示欄に表示される。

## ジュエル
オリジナルの楽曲やコラボ楽曲をクリアすることで、そのイベントで使えるジュエルが取得できる。獲得したジュエルは一定数貯まるとロックされた楽曲の解放やキャラクターカード、ゲーム内アイテムへの交換ができる。なお、獲得できるジュエルはチャプター毎に異なり共通では無い。

## 楽曲
チャプターごとにプレイできる楽曲は異なるが、一度プレイした楽曲はマイリストへ追加され、全チャプターで選択できるようになる。楽曲はキャラクターごとに課題曲として設定されており、一部の楽曲はジュエルで解放できる。

### 楽曲カテゴリ
オンゲキ
オンゲキオリジナル楽曲。登場キャラクターが歌う楽曲及びキャラクターをモチーフにした楽曲が主。ほとんどの楽曲のCD/Blu-rayはKADOKAWAから発行され、いくつかはウェーブマスターから発行される。
POPS&ANIME
ポップスやアニメソング。
niconico
ニコニコ動画での人気曲や、VOCALOIDの楽曲。
東方Project
東方Projectで使用された楽曲のアレンジ楽曲。
VARIETY
BMS楽曲や、コラボを行った他音楽ゲーム機種の楽曲などがある。
チュウマイ
オンゲキと同じセガの音楽ゲーム「チュウニズム」と「maimai」の楽曲。

## カードおよび育成要素
N、R、SR、SR+（SUMMERにて追加）、SSRの5つのレア度があり、SR+以外はそれぞれジュエルの交換やガチャプリントなどで入手できる。各キャラクターのNカードはゲームを進行することで手に入り、そのキャラの登場するチャプターを初めて選択したときに1枚入手でき、2枚目以降は、そのキャラクターの親愛度を上げることで入手できる。また、R、SRカードは全チャプターで入手可能だが、SSRカードのみ入手可能なチャプターは第3章（EndChapterはSUMMERにて廃止）しかない。ガチャプリントの場合、全てのレアリティのカードが入手できる。
SR+カードが入手できるのは、期間限定で開催されるオリジナルミッション・イベントミッションの獲得ポイント報酬のみ。

### 限界突破
同一のカードを入手した場合は「限界突破」となり、1枚に入手するごとに★が1つ増える。(1枚目を入手した段階で★1になる。) ★が増えることで、そのカードのレベル上限が上昇し、最大攻撃力も上がる。Nは★10、R・SR・SR+・SSRはそれぞれ★5が最大である。「限界突破」が最大になった後、ガチャプリントで該当のカードを入手すれば、限界突破上限ボーナスとしてゲーム内通貨であるマニーが手に入る。レアリティが高いほどマニーの獲得量が多くなる。
属性
「FIRE」、「LEAF」、「AQUA」の3つがある。それぞれが三すくみの関係になっており、FIRE→LEAF→AQUA→FIREと弱点をつくことができ、楽曲プレイ中の攻撃力が上昇する。逆にFIRE→AQUA→LEAF→FIREとなると不利となり、攻撃があまり通らなくなる。
スキル
「ATTACK（自身の攻撃力アップ）」「BOOST（他カードの攻撃力アップ）」「ASSIST（ノーツ自動攻撃）」「GUARD（被弾時のダメージ軽減）」の4種類に大別される。強さはレアリティによって異なり、細かな種類・発動条件もカードによって異なる。一部のカードにはデンジャースキルが存在する。
レベル
未解花状態だと最大レベル上限が10しかないが、ガチャプリントかカード印刷か解花チケット使用を行うことで解花状態となり最大レベル上限が50にアップする。更に同一カードを入手することで「限界突破」となり、2枚目で55、3枚目で60、4枚目で65、5枚目で70までレベル上限が上がる。
Nカードの場合は更なるレベルアップも可能であり、6枚目で75、7枚目で80、8枚目で85、9枚目で90、10枚目で95、11枚目でなんと100まで上限が上がる。そして「限界突破」最大かつレベルMAXまで成長させることが出来れば、カード印刷で該当のカードを印刷するか、ガチャプリントで該当のカードを入手するか、カード強化画面で解花チケットを使用すれば超解花状態となりスキルと攻撃力が強化される。カードレベルは楽曲プレイでレベルアップできるほか、オンゲキNETのプレミアム会員コースのカード育成機能やゲーム内通貨であるマニーを使用することでもレベルを上げることができる。レベルが上がるほど次のレベルアップに必要な経験値も増える。
親密度
各キャラクターに親密度が存在する。楽曲をプレイする際にデッキにそのキャラクターが入っていることで親密度が上昇する。また、ゲーム内通貨であるマニーを使用することでも上昇させることができる。親密度が100、700に達すると、そのキャラに合わせたフレームが入手できる。さらに、一定の親愛度まで上げることで、そのキャラの好きな音楽などの情報を知ることができる。brightからは親密度の上限を無くした。しかし報酬を獲得できるのは現時点では1,000まで。900に達すると｢〇〇推し（レインボー）｣の称号、1,000に達すると該当キャラに関する称号（レインボー）とともにアタッチメント：スペシャルオーラを獲得し、ハートの囲いが豪華になる。

## カードメイカー
オンゲキとセットになった筐体（当初はオンゲキ用の筐体だったが、『チュウニズム AMAZON』・『maimai でらっくす』に於いてもカードメイカーを利用した新要素が追加された）。大きく分けて二種類の機能がある。

### カードプリント
ゲーム内で入手したキャラクターのカードを印刷することができる。カードの印刷は1枚につき100円で、100円を追加することでホログラム付き印刷ができる。カード印刷することで、解花と呼ばれる状態となりそのキャラクターのレベル上限が上昇する。また、限界突破をNは9回(つまり★10)、SR･SSRは4回(★5)の状態でカード印刷をすることで、超開花と呼ばれる状態になり、さらにレベル上限が上昇する。

### ガチャプリント
カードをランダムに入手できる。1連、5連、11連の3種類から選べる。5連は初回のみSRカード以上が1枚確定する。11連はSRカード以上が1枚確定する。カードプリント同様にそのままカード印刷（追加クレジットなし）も可能だが、追加クレジットを払うことでホロ加工にもできる。こちらでは印刷せずとも解花の状態となっている。また、オールマイティジュエルを1枚につき1個、プリントしなかった場合は追加で4個入手できる。レア度別の提供割合は、公式からは公言されていない。

## コラボレーション
maimaiやチュウニズムと同様、本作でも他作品やVTuberとのコラボレーションを行っている。コラボ期間中はチャプター選択画面で「イベント」チャプターを選ぶことでコラボ楽曲、コラボキャラクターの入手などができる。
作品・VTuberの一覧
- バンドリ！ガールズバンドパーティ！
- 東方Project
- 東方紅魔郷
- 東方妖々夢
- 東方永夜抄
- この素晴らしい世界に祝福を！2
- アンジュ・ヴィエルジュ～ガールズバトル～
- とある科学の超電磁砲S
- バーチャル・シンガー
- プリンセスコネクト！Re:Dive
- 少女☆歌劇 レヴュースタァライト
- プロジェクト東京ドールズ
- キズナアイ
- 温泉むすめ
- Tokyo 7th シスターズ
- イロドリミドリ
- Angel Beats!
- ゴシックは魔法乙女
- やはり俺の青春ラブコメはまちがっている。続
- バトルガールハイスクール
- 蒼の彼方のフォーリズム
- Re:ステージ!
- 転生したらスライムだった件
- ゆるゆり♪♪
- 魔法少女まどか☆マギカ
- CUE!
- まちカドまぞく
- 刀使ノ巫女 刻みし一閃の燈火
- 五等分の花嫁
- Arcaea
- Wonderland Wars
- プロジェクトセカイ カラフルステージ! feat. 初音ミク
- ノラと皇女と野良猫ハート
- NEW GAME!!
- ご注文はうさぎですか？BLOOM
- モンソニ!
- セガNET麻雀 MJ
- プリティーシリーズ
- アマガミSS
- ＃コンパス
- 彼女、お借りします
- Re:ゼロから始める異世界生活
- まいてつ
- アイドルマスターシリーズ
- アイドルマスター シャイニーカラーズ
- 名取さな
- ラピスリライツ
- グルーヴコースター
- 駅メモ！＆アワメモ！
- 魔女の旅々
- D4DJ
- WACCA
- 千恋*万花
- ヘブンバーンズレッド
- HIMEHINA
- ワールドダイスター 夢のステラリウム
- パチスロツインエンジェルPARTY
- 周防パトラ
- 東北ずん子
- Palette Project
- Link！Like！ラブライブ！
- DJMAX

## オンゲキNET
オンゲキNET（オンゲキネット）は本ゲームのユーザーサイトであり、SEGA IDを登録し、カードを連携することで利用できる。PCまたはスマートフォンで閲覧可能。
オンゲキNETでは、ユーザー名、詳細設定、キャラクター、称号、ランキング、プロフィール閲覧、フレンド等の機能が利用できる。また、月額でスタンダードコースとプレミアムコースがある。スタンダードコースでは、データ閲覧、カード一覧・デッキ編集、キャラクター情報、フレンド機能、ランキング情報の機能が利用できる。プレミアムコースコースでは、スタンダードコースの機能に加え、レーティング・BP対象曲、カード育成、デッキ・フレンド プレミアム枠の機能が利用できる。
※プレミアムコースは、予めスタンダードコースに加入しておく必要がある。プレミアムコースの料金は、スタンダードコースとプレミアムコースの料金を合算したものである。
| コース             | スタンダードコース | プレミアムコース |
| ------------------ | ------------------ | ---------------- |
| 自動継続権（料金） | 330円／月(税込)    | 550円／月(税込)  |

## 登場人物

### オンゲキシューターズ
オンゲキから誕生したキャラクター達によるグループ。ライブ活動やCDの販売などを行っている。

#### ASTERISM
読み方は「アステリズム」。
星咲 あかり（ほしざき あかり）
声 - 赤尾ひかる
高校二年生。属性はFIRE。
前向きな頑張り屋さんの女の子。ASTERISMのセンター。
藤沢 柚子（ふじさわ ゆず）
声 - 保科李沙
高校二年生。属性はLEAF。
マイペースで天真爛漫な女の子。お菓子好きで特に飴が大好き。
三角 葵（みすみ あおい）
声 - 春野杏
高校二年生。属性はAQUA。
真面目で大人びているが親友には鋭いツッコミを返すノリのいい性格の女の子。キャラグッズ集めが趣味。

#### ⊿TRiEDGE
読み方は「トライエッジ」。
高瀬 梨緒（たかせ りお）
声 - 久保ユリカ
高校二年生。属性はAQUA。
負けず嫌いな女の子。「超絶最強」を自称しており、あかりを一方的にライバル視している。
結城 莉玖（ゆうき りく）
声 - 朝日奈丸佳
高校一年生。属性はFIRE。
細かい事は気にしないオレっ娘ギター娘。「がおー！」が口癖。
藍原 椿（あいはら つばき）
声 - 橋本ちなみ
高校一年生。属性はLEAF。
感情を表に出すのが苦手で、冷めた態度をとってしまいがちな女の子。ちょっぴりSっ気あり。

#### bitter flavor
読み方は「ビターフレーバー」。
桜井 春菜（さくらい はるな）
声 - 近藤玲奈
高校二年生。属性はFIRE。
穏やかで優しく、少し天然な女の子。お菓子作りにハマっている。
早乙女 彩華（さおとめ あやか）
声 - 中島唯
高校三年生。属性はAQUA。
からかい上手な純情ギャル。一途でしっかり者な性格で他の生徒の相談役となっているが、恋バナが苦手。

#### 7EVENDAYS⇔HOLIDAYS
読み方は「セブンデイズ・ホリデイズ」。R.B.P.と同じく、学年差が最もあるユニット。
井之原 小星（いのはら こぼし）
声 - もものはるな
高校一年生。属性はLEAF。
極度の面倒くさがりなゲーム好きの女の子。
柏木 咲姫（かしわぎ さき）
声 - 石見舞菜香
高校三年生。属性はAQUA。
しっかり者の優等生だが隠れコスプレイヤーの女の子。祖母がドイツ人のクオーター。

#### R.B.P.
7EVENDAYS⇔HOLIDAYSと同じく、学年差が最もあるユニット。
九條 楓（くじょう かえで）
声 - 佳村はるか
高校三年生。属性はLEAF。
冷静沈着な生徒会副会長。怒らせるとかなり怖いらしく幾つもの伝説が語り継がれているが、実は極度の機械音痴。
逢坂 茜（おうさか あかね）
声 - 大空直美
高校三年生。属性はFIRE。
破天荒な生徒会長。趣味は世界征服で、二つ名は「奏坂の赤き天災」。
珠洲島 有栖（すずしま ありす）
声 - 長縄まりあ
高校一年生。属性はAQUA。
着ぐるみに身を包む不思議系少女。

#### マーチングポケッツ
オンゲキSUMMERにて初登場。唯一、全員が中学生のユニット。
柏木 美亜（かしわぎ みあ）
声 - 和氣あず未
中学二年生。属性はFIRE。
7EVENDAYS⇔HOLIDAYSの柏木咲姫の妹。可愛い女の子が大好きなネコ系女子。
日向 千夏（ひなた ちなつ）
声 - 岡咲美保
中学二年生。属性はLEAF。
無邪気でやんちゃ、好奇心旺盛でじっとしていることが大の苦手。
東雲 つむぎ（しののめ つむぎ）
声 - 和泉風花
中学二年生。属性はAQUA。
大人に憧れる背伸びっ子。真面目で礼儀正しく、「大人であること」にこだわりを持つ。子ども扱いされることを嫌がる。

#### 刹那
オンゲキR.E.Dより登場。
皇城 セツナ（すめらぎ せつな）
声 - 八巻アンナ
高校3年生。属性はFIRE。
英才教育を受けて育ったエリート女子。苗字は異なるが珠洲島有栖とは姉妹という間柄。